# Мінезингери

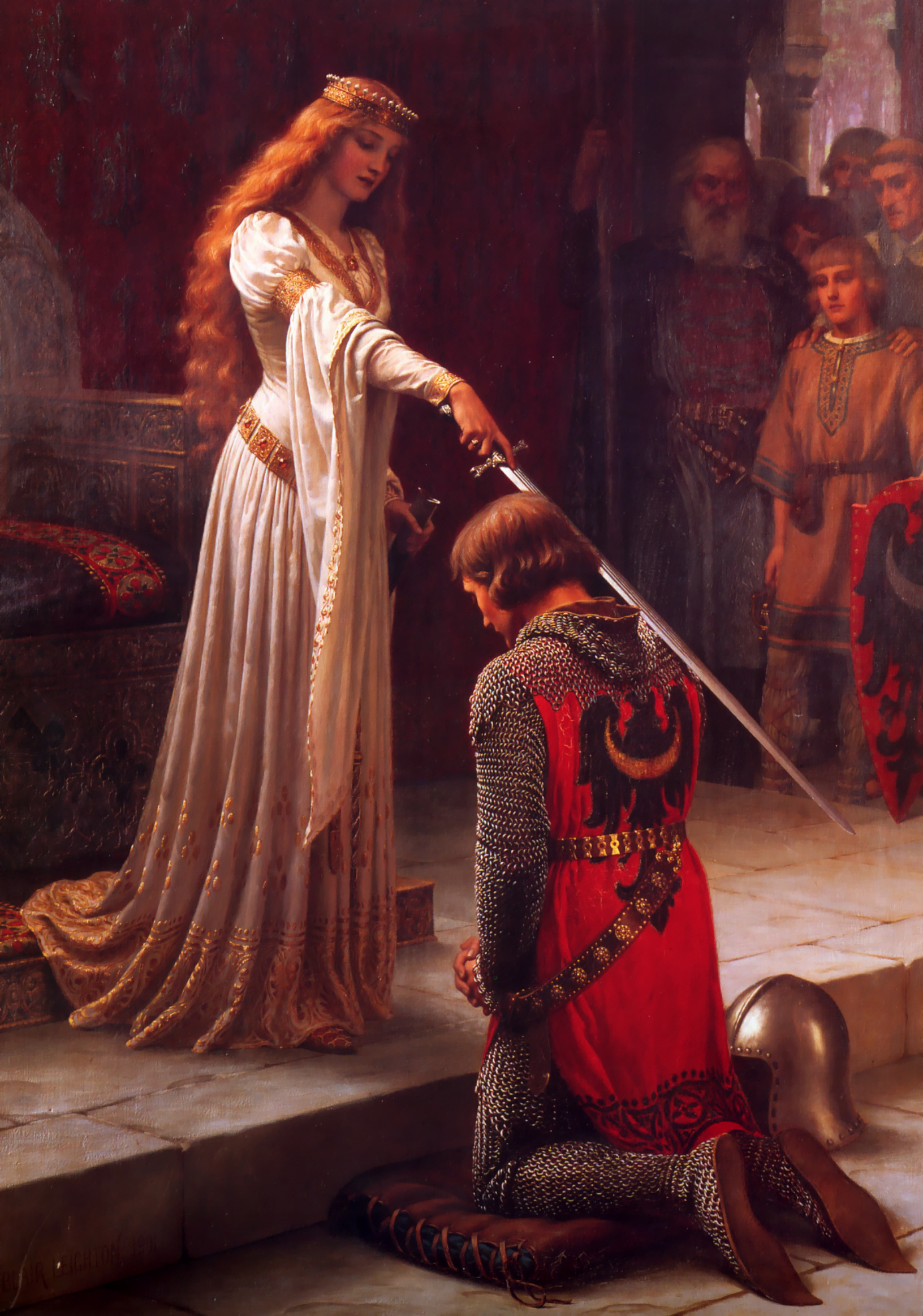
«Акколада» (Джиневра і Ланселот), Едмунд Лайтон, 1901

Мінезингери (нім. Minnesinger — той, що оспівує кохання) — німецькі лицарські поети-співаки XII—XIV ст. Куртуазна лірика мінезингерів склалася під впливом поезії романських трубадурів і труверів. Головними темами німецького мінезангу є служіння Дамі, висока любов, переживання ліричного героя. Основні жанри, в яких творили німецькі мінезингери, це любовний гімн (Minnelied), гімн світанку (Tagelied), лейх (Leich), шпрух (Spruch). Першими мінезингерами вважаються Кюренбергер і Дітмар фон Айст, розквіт мінезангу пов'язаний з іменами Вальтера фон дер Фогельвейде, Вольфрама фон Ешенбаха, Гартмана фон Aye, Генріха фон Морунгена. До мінезингерів пізнього періоду відносять Нейдгарта і Тангейзера.
На думку Миколи Стороженка, порівнюючи твори мінезингерів із провансальськими трубадурами, помітно, що останні стоять значно вище. У творах міннезингерів не помітно тої щирості, того південного запалу, які не раз пробиваються крізь конвенціональну провансальську манеру. Проте зерно характерного для провансальської поезії ідеального ставлення до жінки знайшло в Німеччині добрий ґрунт, тому коли міннезингери виступили зі своєю проповіддю ідеальної любові, то їх пісні знайшли відповідний відголос у відносно грубому німецькому суспільстві. Ця проповідь задала одноманітний колорит творам міннезингерів, тим більше, що у них немає творів подібних до сірвент, завдяки яким трубадури зачіпали різні суспільні питання. Єдиний виняток у цьому напрямку виявляє собою Вальтер Фон дер Фоґельвайде, в піснях якого не раз відбиваються його політичні ідеї, його мрії про велике призначення Німеччини згуртувати під своєю владою весь християнський світ, і його ненависть до папства за те, що воно хоче підпорядкувати собі цілий світ і заважає Німеччині виконати велику культурну місію.

## Відомі мінезингери
- Кюренберґ
- Рейнмар фон Гаґенау
- Вальтер фон дер Фоґельвайде
- Генріх фон Морунген
- Тангейзер
- Дітмар фон Айст
- Генріх фон Фельдеке
- Гартман фон Ауе
- Рудольф фон Феніс
- Гуго фон Монфорт